# اتا شیر
اتا شیر یک ستاره است که در صورت فلکی شیر قرار دارد.